# 多功能農業

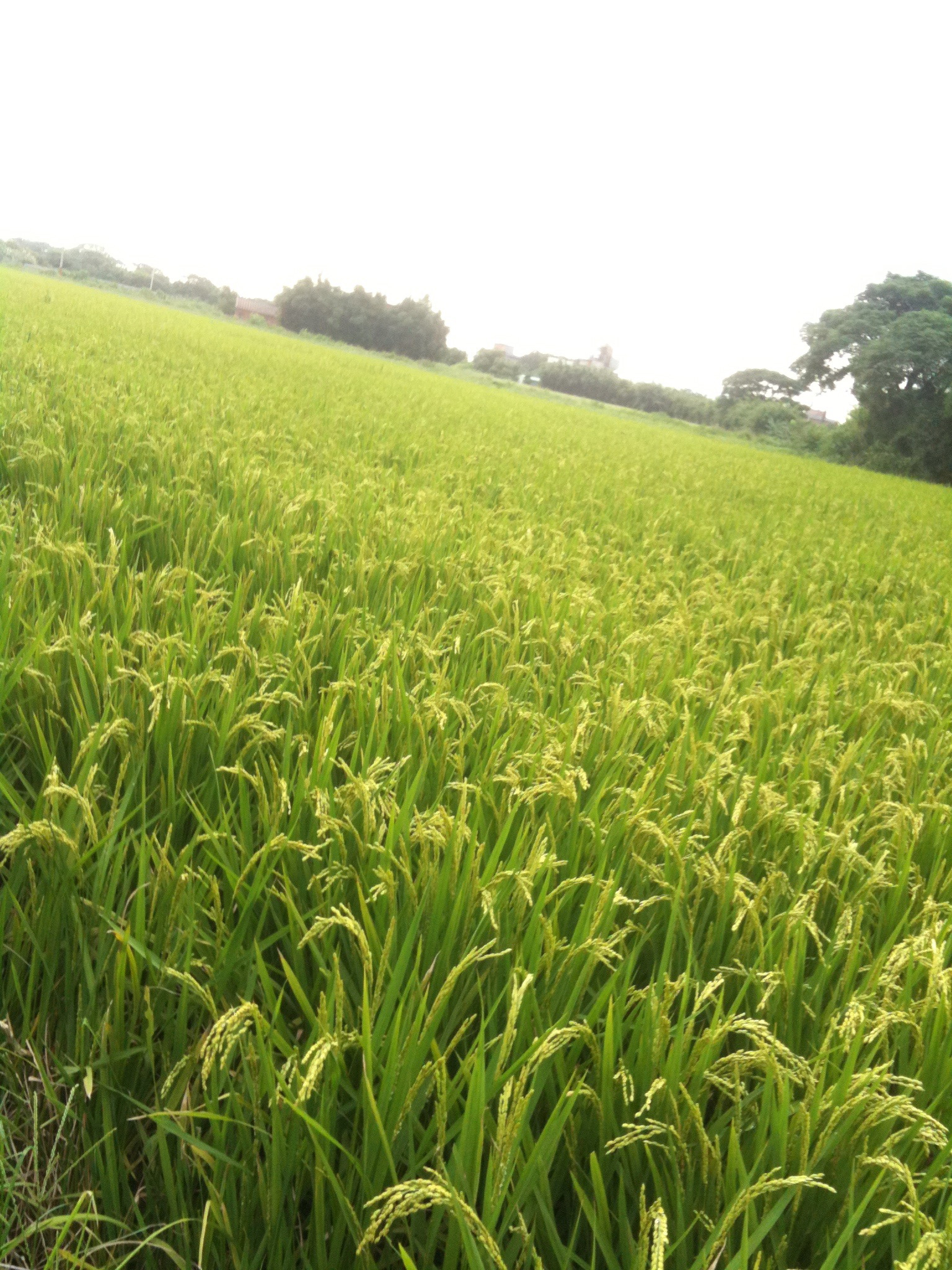
稻田不僅是生產稻子，更有生態環境與教育等的其他功能

多功能農業意指農業並非只有「生產」的單一功能，而是具有生活環境、生態保育、文化延續等的多功能性，或是分為產品的功能、生態功能、服務功能與就業功能。